# Paddington 2
Pour les articles homonymes, voir Paddington (homonymie).
Série
Paddington
(2014) Paddington au Pérou
(2024)
Pour plus de détails, voir Fiche technique et Distribution.
Paddington 2 est un film franco-britannique réalisé par Paul King, sorti en 2017. C'est la suite du film Paddington, du même réalisateur, sorti en 2014.
Ce film, sorti fin 2017, est basé sur le personnage de l'ours Paddington créé par l'auteur anglais Michael Bond en 1958. Le film est aussi dédié à Bond, qui mourut en juin 2017.
Le film suit Paddington, qui est un ours heureux aux côtés de la famille Brown à Windsor Gardens. Membre populaire de la communauté, l'animal cherche le cadeau parfait à offrir pour les 100 ans de sa tante Lucy. Alors qu'il a trouvé son bonheur avec un livre animé unique, ce dernier est volé. Paddington est accusé à tort et incarcéré. La famille Brown, convaincue de son innocence, mène une enquête pour retrouver le coupable.
Une suite du film, intitulée Paddington au Pérou, où le réalisateur des deux premiers volets a cédé sa place à Dougal Wilson, est sorti le  8 novembre 2024 au Royaume-Uni et le 5 février 2025 en France.

## Synopsis
Après s'être installé avec la famille Brown à Windsor Gardens, Paddington offre à ses voisins un soutien émotionnel de diverses manières. Pour acheter un livre pop-up unique en son genre de Londres dans le magasin d'antiquités de Samuel Gruber pour le 100e anniversaire de sa tante Lucy, il essaie de gagner l'argent nécessaire en effectuant plusieurs petits boulots. Une nuit, il est témoin d'un cambriolage dans le magasin de Gruber où le livre est volé. Paddington poursuit le voleur, qui disparaît de manière théâtrale, et Paddington se fait arrêter à tort. Le voleur rentre chez lui et se révèle être le voisin des Browns, Phoenix Buchanan, un acteur égoïste. Au tribunal, M. Gruber déclare qu'il ne croit pas que Paddington ait volé le livre. Cependant, sans preuve de l'existence du voleur, Paddington est condamné à 10 ans à la prison de Portobello.
En prison, Paddington est affecté à la lessive, mais lave accidentellement une chaussette rouge avec les uniformes blancs de la prison ; les uniformes devenant roses, mettant en colère les prisonniers. Le chef colérique de la prison, Knuckles McGinty, engage Paddington pour travailler dans la cuisine après avoir été impressionné par sa recette de sandwich à la marmelade. Pendant ce temps, les Browns tentent de prouver l'innocence de Paddington, en mettant en place des croquis du voleur dans tout Londres, tandis que Buchanan utilise le livre pour localiser une série d'indices dans les monuments de Londres, qui révèlent l'emplacement d'un trésor secret. Les Browns rencontrent un diseur de bonne aventure qui les informe que les indices du livre mènent à la fortune cachée de l'auteure du livre.
En raison de l'influence de Paddington, la prison devient un endroit beaucoup plus vivant et plus convivial, mais Paddington a du mal à rester positif parce que les Browns sont incapables de prouver son innocence malgré leurs efforts continus. Knuckles et deux autres prisonniers, Phibs et Spoon, essaye de convaincre Paddington de se joindre à eux dans leur évasion en lui affirmant que les Browns finiront par l'oublier.
Convaincus que Buchanan est le coupable, Mary et Henry Brown recherchent le livre volé à l'intérieur de sa maison. Ils trouvent un grenier secret où les différents costumes de Buchanan sont cachés, y compris le déguisement qu'il portait pour voler le livre. Cependant, l'enquête des Browns les fait oublier d'assister à la journée de visite mensuelle de la prison, ce qui a amené Paddington à croire que les Browns l'ont oublié.
Paddington rejoint Knuckles, Phibs et Spoon dans une évasion de prison. Ils promettent d'aider à prouver l'innocence de Paddington, mais après s'être échappés, ils abandonnent rapidement l'idée afin de fuir le pays, invitant Paddington à les rejoindre. Paddington décline, se sentant trahi par Knuckles. Tout en évitant la police, Paddington utilise un téléphone public pour contacter les Browns, qui lui disent que Buchanan est le véritable coupable. Pour attraper Buchanan, ils s'arrangent pour se rencontrer à la gare de Paddington, où un train de carnaval transportant la fortune cachée doit partir.
Paddington atteint la gare et monte à bord du train immédiatement avant son départ. Les Browns arrivent peu de temps après et utilisent un LNER Peppercorn Class A1 pour poursuivre le train du carnaval. Buchanan trouve la fortune cachée, mais Paddington le contrecarre. Henry, Judy et Mme Bird s'embarquent du train du carnaval pour affronter Buchanan, qui les domine et s'échappe. Buchanan coupe l'accouplement du caboose du train après avoir verrouillé Paddington à l'intérieur. Cependant, Judy photographie Buchanan tenant le livre, et Henry lui fait par la suite perdre connaissance.
Paddington est toujours piégé dans la voiture arrière lorsqu'elle déraille et coule dans une rivière voisine. Mary essaie de sauver Paddington, mais a du mal à ouvrir la voiture verrouillée. Knuckles, Phibs et Spoon arrivent et aident Mary à sauver Paddington.
Paddington tombe dans le coma, mais se réveille le jour de l'anniversaire de Lucy pour se retrouver à la maison. Il apprend qu'il a été innocenté, que Buchanan a été arrêté et que le livre a été pris par la police comme preuve des crimes de Buchanan. Bien que Paddington soit déçu de ne pas pouvoir donner le livre à Lucy, il découvre que les Brown et leurs voisins se sont arrangés pour que Lucy visite elle-même Londres. En lui ouvrant la porte d'entrée, Paddington embrasse Lucy et lui souhaite un joyeux anniversaire.
Knuckles, Phibs et Spoon sont pardonnés, et Knuckles ouvre un restaurant de sandwichs, qui devient incroyablement célèbre. Buchanan est condamné à dix ans de prison. Six mois plus tard, il est montré qu'il met à l'emploi son expérience en tant qu'interprète en interprétant des numéros musicaux élaborés avec les autres prisonniers.

## Fiche technique
Sauf indication contraire, les informations mentionnées dans cette section peuvent être confirmées par la base de données cinématographiques IMDb,  présente dans la section « Liens externes ».
- Titre original : Paddington 2
- Réalisation : Paul King
- Scénario : Paul King et Simon Farnaby, d'après le personnage créé par Michael Bond
- Musique : Dario Marianelli
- Décors : Gary Williamson
- Photographie : Erik Wilson
- Montage : Mark Everson
- Production : David Heyman
  - Production exécutive : Bob Weinstein, Harvey Weinstein, Rosie Alison, Jeffery Clifford, Olivier Courson, Alexandra Ferguson et Ron Halpern
- Sociétés de production : Heyday Films, Studiocanal et DHX Media
- Sociétés de distribution : Studiocanal (France), Warner Bros. (États-Unis)
- Budget : 40 millions
- Pays de production :  France,  Royaume-Uni
- Langue d'origine : anglais
- Genre : comédie et aventures
- Durée : 103 minutes
- Dates de sortie :
  - Royaume-Uni : 10 novembre 2017
  - France : 6 décembre 2017

## Distribution

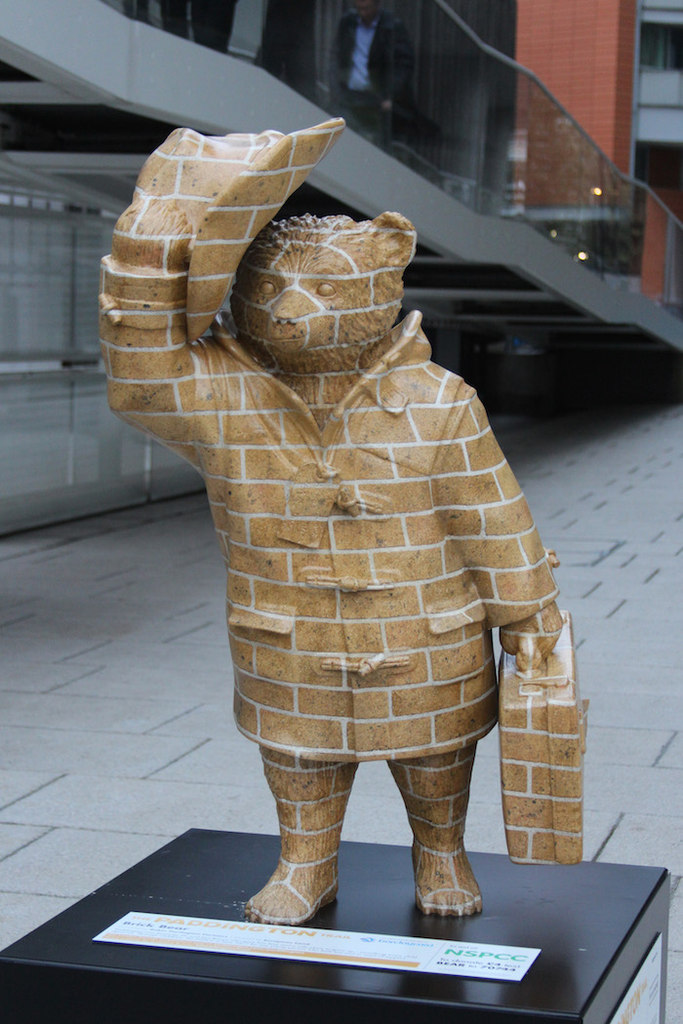
Statue « Brick Bear » de l'ours Brown Paddington près de la gare de Paddington.

- Ben Whishaw (VF : Guillaume Gallienne) : Paddington Brown (voix)
- Hugh Bonneville (VF : Patrick Bonnel) : Henry Brown
- Sally Hawkins (VF : Véronique Desmadryl) : Mary Brown
- Brendan Gleeson (VF : Patrick Béthune) : « Knuckles » McGinty
- Julie Walters (VF : Françoise Vallon) : Mme Bird
- Jim Broadbent (VF : Jean-Claude Donda) : M. Gruber
- Hugh Grant (VF : Thibault de Montalembert) : Phoenix Buchanan
- Peter Capaldi (VF : Patrick Osmond) : M. Curry
- Madeleine Harris (VF : Camille Timmerman) : Judy Brown (la fille de Henry et Mary Brown)
- Samuel Joslin (VF : Jules Timmerman) : Jonathan Brown (le fils de Henry et Mary Brown)
- Imelda Staunton (VF : Marie-Martine) : tante Lucy (voix)
- Michael Gambon (VF : Gérard Dessalles) : l'oncle Pastuzo (voix)
- Ben Miller (VF : Emmanuel Curtil) : le colonel Lancaster
- Joanna Lumley (VF : Pauline Larrieu) : Felicity Fanshaw
- Aaron Neil (VF : Eilias Changuel) : Spoon
- Noah Taylor (VF : Sébastien Ossard) : Phibs
- Tom Conti (VF : Achille Orsoni) : le juge Gerald Biggleswade
- Maggie Steed : Gertrude Biggleswade, la femme du juge
- Kobna Holdbrook-Smith (VF : Jean-Paul Pitolin) : le directeur Walker
- Eileen Atkins (VF : Régine Teyssot) : Mme Kozlova
- Sanjeev Bhaskar (VF : Philippe Crubézy) : Dr Jafri
- Robbie Gee (VF : Pascal Casanova) : M. Barnes
- Marie-France Alvarez : Mlle Dubois
- Jessica Hynes : Miss Kitts
- Richard Ayoade (VF : François Raüch de Roberty) : un enquêteur

- Version française
  - Société de doublage : Dubbing Brothers
  - Direction artistique : Valérie Siclay
  - Adaptation : Linda Bruno

 Source et légende : version française (VF) sur RS Doublage

## Musique
Dans la version japonaise, Little Hero de la chanteuse Ai est joué pendant le générique de fin,,.

## Accueil critique
Le site Rotten Tomatoes propose un score de 99% au regard de 231 critiques recensées.